# Casa de Apafi
La Casa de Apafi fue una familia aristocrática húngara que se difundió por gran parte del territorio oriental de Hungría desde la Edad Media, especialmente en la región de Transilvania. Varios miembros de dicha familia fueron inclusive Príncipes de la Transilvania independiente durante el siglo XVII.
Entre sus miembros más importantes destacan:
- Gregorio Apafi de Apanagyfalva. Noble húngaro y gobernador de la provincia de Doboka alrededor de 1552 y fue consejero real de Juan Segismundo Szapolyai.

- Esteban Apafi de Apanagyfalva. Noble húngaro y gobernador de la provincia de Küküllő (1573– 1582).

- Jorge Apafi de Apanagyfalva (1588–1635). Gobernador de la provincia húngara de Küküllő. Consejero real de Gabriel Bethlen y de Jorge Rákóczi I.

- Miguel Apafi I de Apanagyfalva (1632-1690). Noble húngaro y Príncipe Transilvania (1662-1690). Hijo del anterior.

- Miguel Apafi II de Apanagyfalva (1676-1713). Noble húngaro y Príncipe Transilvania (1690–1701). Hijo del anterior.